# واکنش پیکتت–اسپنگلر
واکنش پیکتت–اسپنگلر(به انگلیسی: Pictet–Spengler reaction) یک واکنش آلی است که طی آن در یک بتا-آریل اتیل آمین مانند تریپت‌آمین پس از واکنش تراکمی با یک الدهید یا کتون، یک حلقه تشکیل می‌شود.برای شروع واکنش معمولاً از یک کاتالیست اسیدی استفاده می‌شود و مخلوط حرارت داده می‌شود.این واکنش شکل خاصی از واکنش مانیخ است.این واکنش نخستین بار در سال ۱۹۱۱ و توسط دو شیمیست به نام‌های آمه پیکتت و تئودور اسپینگلر کشف شد.